# Wądołki-Borowe
Wądołki-Borowe – wieś w Polsce położona w województwie podlaskim, w powiecie zambrowskim, w gminie Zambrów.

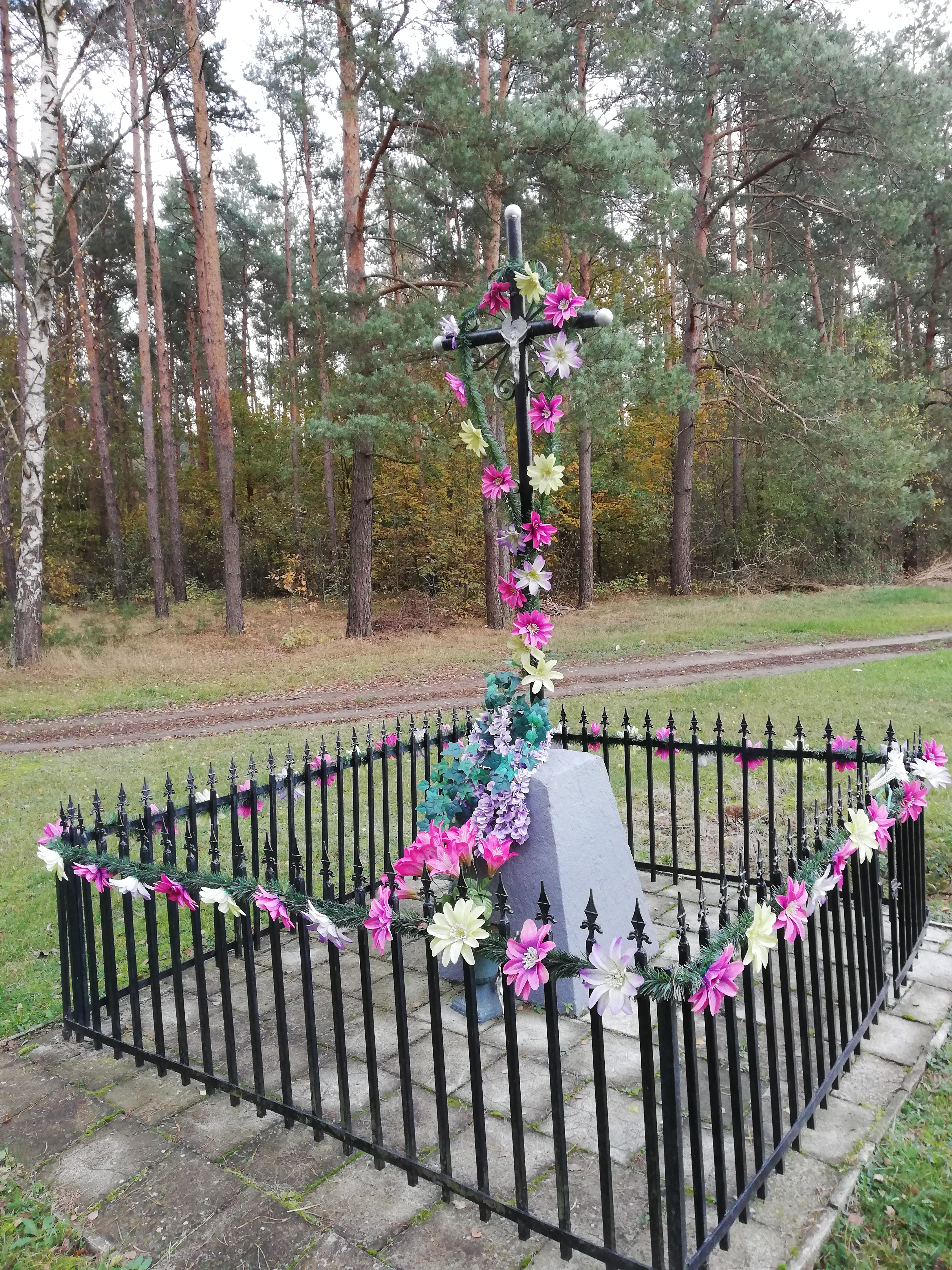
Krzyż przydrożny przy wjeździe do wsi przy drodze do dworu

## Historia
Wieś szlachecka położona była w drugiej połowie XVI wieku w powiecie zambrowskim ziemi łomżyńskiej. W latach 1921–1939 wieś leżała w województwie białostockim, w powiecie łomżyńskim, w gminie Długobórz.
Według Powszechnego Spisu Ludności z 1921 roku wieś zamieszkiwało 54 osoby w 7 budynkach mieszkalnych. Miejscowość należała do parafii rzymskokatolickiej w Zambrowie. Podlegała pod Sąd Grodzki w Zambrowie i Okręgowy w Łomży; właściwy urząd pocztowy mieścił się w Zambrowie.
W wyniku napaści ZSRR na Polskę we wrześniu 1939 miejscowość znalazła się pod okupacją sowiecką. Od czerwca 1941 roku pod okupacją niemiecką. Od 22 lipca 1941 r.  do wyzwolenia włączona w skład okręgu białostockiego III Rzeszy.
Do 1954 roku miejscowość należała do gminy Długobórz. Z dniem 18 sierpnia 1945 roku została wyłączona z woj. warszawskiego i przyłączona z powrotem do woj. białostockiego. W latach 1975–1998 miejscowość administracyjnie należała do województwa łomżyńskiego.

## Dwór
We wsi na niewielkim wzgórzu znajduje się murowany dwór z 1882 roku wpisany wraz z parkiem do rejestru zabytków pod nr: A-461 z 15 listopada 1991. Zbudowany został przez Ignacego Godlewskiego. W 1891 majątek ten nabyli Adolf Franciszek Wyszyński i jego żona Konstancja Józefa z Gostkowskich. Adolf Franciszek Wyszyński założył w Wądołkach-Borowych stację meteorologiczną. Rozpoczęła ona funkcjonowanie od 1905 r. Wyposażona była w profesjonalny sprzęt oznaczony numerami fabryki i głównego obserwatorium w Pułkowie pod Petersburgiem. Urządzenia posiadały kalibrację tegoż obserwatorium. Wyniki pomiarów przekazywano do głównego obserwatorium w Pułkowie i do centralnej stacji w Warszawie. Ponadto Adolf Franciszek Wyszyński w ciągu kilkunastu lat stworzył zielnik i zebrał kilka tysięcy okazów rodzimej flory. W 1924, posiadłość przejął ich syn Franciszek wraz z żoną Ireną z Tarczyńskich. Podczas II wojny światowej dwór był we władaniu Wschodnio-Pruskiego Towarzystwa Rolniczego. Po zakończeniu wojny ziemia Wyszyńskich została podzielona i sprzedana okolicznym rolnikom. We dworze do 2003 roku mieściła się szkoła podstawowa. Obecnie budynek jest własnością prywatną i nie jest wyremontowany.

## linki zewnętrzne
- Wądołki (1) a) W. Borowe, [w:] Słownik geograficzny Królestwa Polskiego, t. XIII: Warmbrun – Worowo, Warszawa 1893, s. 159.